# Ladislav Klíma

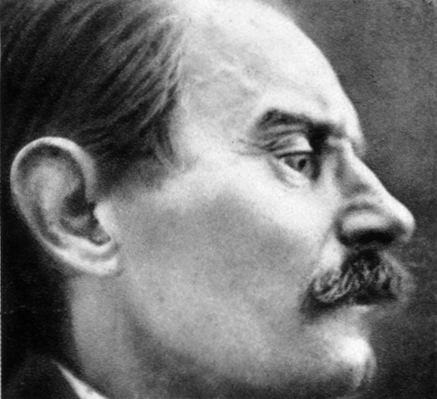
Ladislav Klíma

Ladislav Klíma (Domažlice, 22 augustus 1878 - Praag, 19 april 1928) was een Tsjechische filosoof en schrijver, beïnvloed door George Berkeley, Arthur Schopenhauer, Friedrich Nietzsche en Otokar Březina.

## Leven
Klíma werd geboren in 1878 in Domažlice in westelijk Bohemen, dan deel van Oostenrijk-Hongarije. Zijn vader was advocaat. Hij verloor in zijn jeugd twee broers, twee zussen, zijn moeder en grootmoeder. Hij was aanvankelijk een goede student maar werd na onaangepast gedrag en een anti-Habsburgs opstel uitgesloten van alle schoolinstellingen van de dubbelmonarchie. Hij liep school in Zagreb, maar hield het het daar maar anderhalf jaar uit.
Hij weigerde een 'normaal' leven te leiden, woonde afwisselend in Tirol, Železná Ruda, Zurich en Praag en leefde van het geld dat hij erft, een occasionele opdracht of de vrijgevigheid van zijn vrienden.  
Klíma sleet zijn laatste levensjaren in een hotel in Vysočany waar hij troost zocht in sigaretten en drank en uiteindelijk stierf aan lichamelijke uitputting en tuberculose. Hij werd begraven in Praag.

## Werk
Klíma was een veelschrijver. Een groot deel van zijn werk is postuum uitgegeven. Geschat wordt dat negentig procent van zijn oeuvre is verdwenen nadat Klíma het in een bui van afschuw vernietigde. Hij schreef verhalen, novellen, theaterstukken en filosofische werken. Ook zijn uitgebreide correspondentie is uitgegeven.
Hij debuteerde met Svět jako vědomí a nic (De wereld als bewustzijn en niets, 1904) waarin hij stelt dat de wereld slechts een fictie is. 
Het lijden van prins Sternenhoch (1928) en Slavná Nemesis (Schitterende Nemesis, 1932) zijn zijn bekendste romans. Traktáty a diktáty (Traktaten en gezegden, 1922) en Vteřina a věčnost (Een seconde en eeuwigheid, 1927) zijn de meeste bekende filosofische werken.
Ondanks het feit dat zijn werk jarenlang door het communistisch regime gemarginaliseerd en onderdrukt werd zou hij toch invloed uitoefenen op een hele generatie underground-artiesten en dissidente intellectuelen.

## Filosofie
De filosofie van Klíma wordt radicaal subjectief idealisme genoemd. Volgens Klíma vindt de realiteit een eindpunt in een absoluut subject. Hij ontwerpt van daaruit een metafysica van 'egosolisme' en 'deo-essentie': het subject begrijpt volledig zijn substantie en wordt de schepper van zijn eigen goddelijkheid. 
Het idealisme vindt ook een plaats in zijn romans. Leven en dood, realiteit en droom, onzin en rede lopen in elkaar over.